# Pirimidin
Pirimidin je heterociklički aromatski organski kemijski spoj sličan benzenu i piridinu, koji sadrži dva atoma dušika u pozicijama 1 i 3 šestočlanog prstena. Spoj je izomeran s dva druga oblika diazina.

## Nukleotidi
Tri nukleobaze, sastavni dijelovi nukleinskih kiselina, citozin
(C), timin (T), i uracil (U), su derivati pirimidina:
U molekulama DNA i RNA ove baze stvaraju vodikove veze sa svojim komplementarnim bazama, derivatima purina. Purinske baze adenin (A) i guanin (G) stvaraju vodikove veze s derivatima pirimidina timinom (T) i citozinom (C).
U molekuli RNA komplementarna baza adeninu je uracil (U) umjesto timina (T) i parovi koji se formiraju su adenin-uracil i guanin-citozin.
Ovo uparivanje baza spada u Watson-Crickovu teoriju osnovnog uparivanja komplementarnih nukleotidnih baza. Mogući su i drugi načini uparivanja u molekulama DNA i RNA.

## Kemijske osobine
Pirimidin dijeli mnoge osobine s piridinom. Kako se broj atoma dušika u prstenu povećava, π elektroni u prstenu postaju slabiji i zbog toga je teže provesti reakcije elektrofilne aromatične supstitucije, dok se nukleofilna aromatična supstitucija provodi lakše. Primjer za ove supstitucije je zamjena amino skupine u 2-aminopirimidinu s klorom i njena povratna reakcija. Smanjenje rezonantne stabilizacije elektrona u prstenu pirimidina dovodi do moguće reakcije adicije i cijepanja prstena koje se češće odvijaju od supstitucija.
Pirimidin se može pronaći u meteorima, iako znanstvenici još ne znaju njegovo porijeklo. Pirimidin se može fotolitički razložiti na uracil pod djelovanjem UV svjetlosti. 

## Organske sinteze
Derivati pirimidina mogu se pripremiti u laboratoriju postupkom organske sinteze. 
Osnovna metoa uključuje reakciju određenih amida s nitrilima pri čemu dolazi do elektrofilne aktivacije amida s 2-kloro-pirimidinom i anhidridom triflormetanosulfona.